# Hadi Ka-koush
Hadi Ka-koush (født 7. juli 1983) er en dansk skuespiller og popmusiker og bedst kendt som den ene halvdel i Adam & Noah, som han laver sammen med Joel Hyrland.
I 2022 overtog han rollen som vært på Natholdet fra Anders Breinholt.

## Baggrund
Hadi Ka-koush kom med sin familie til Danmark i 1989. Han voksede op i Brejning på Vejle-egnen og har en egyptisk mor og palæstinensisk far. I 2006 flyttede han til København.

## Karriere
I 2007 lagde Ka-koush stemme til dukkefiguren Hassan i voksen-julekalenderen Yallahrup Færgeby.
Han læste på Den Danske Scenekunstskole,
og havde sin afgangsforestilling i 2010. Siden har han medvirket i forestillingerne Ondt Blod og Nordkraft, der gav ham Reumerts Talentpris, samt Jeg ringer mine brødre på Betty Nansen Teatret.
Før teaterskolen spillede han med i musicals og indgik i popgruppen Lagix.
Love You, duoens popcover af den egyptiske sang Ahwak fra 1957, havde rimelig succes i Danmark og Mellemøsten i 2013.
I 2015 kom han frem som den ene halvdel i Adam & Noah, de to karakterer har medvirket mange steder, men er bedst kendt fra Facebook hvor de fik stor succes.
I 2023 deltog han i sæson 7 af Stormester, hvilket han vandt.

## Filmografi

### Tv-serier
| År   | Titel                   | Rolle               | Note(r)      |
| ---- | ----------------------- | ------------------- | ------------ |
| 2007 | Yallahrup Færgeby       | Hassan              | Stemme       |
| 2010 | H*A*S*H                 | Farhad Darya        | Julekalender |
| 2011 | Broen                   | Yassir              | 2 episoder   |
| 2013 | Borgen                  | Jawad Hammidi       | 1 episode    |
| 2013 | Rita                    | Pædagog             | 2 episoder   |
| 2015 | Arvingerne              | Kriminalassistent 1 | 1 episode    |
| 2016 | Exitium                 | Aref                |              |
| 2017 | Gidseltagningen         | Ahmed               | 1 episode    |
| 2017 | Tinkas juleeventyr      | Skir                | Julekalender |
| 2018 | Herrens Veje            | Walid               |              |
| 2019 | Bedrag III              | Jæwer               | 9 episoder   |
| 2019 | Tinka og Kongespillet   | Skir                | Julekalender |
| 2020 | Når støvet har lagt sig | Farshad             |              |
| 2022 | Tinka og Sjælens Spejl  | Skir                | Julekalender |

### Film
| År   | Titel          | Rolle   | Note(r)  |
| ---- | -------------- | ------- | -------- |
| 2011 | Ronal Barbaren | Alibert |          |
| 2013 | Så se mig nu   | Far     | Kortfilm |
| 2014 | Lev stærkt     | Ramsi   |          |
| 2016 | Undercover     | Burhan  |          |

Derudover har Hadi Ka-koush siden 2012 medvirket i Adam & Noah.